# Họ Cá khế
Họ Cá khế (danh pháp khoa học: Carangidae) là một họ cá đại dương, theo truyền thống xếp trong bộ Cá vược (Perciformes), nhưng gần đây được cho là xếp trong bộ Cá khế (Carangiformes) của nhóm Carangimorphariae (= Carangimorpha/Carangaria). Họ cá này sinh sống ở Ấn Độ Dương, Đại Tây Dương và Thái Bình Dương. Một số ví dụ về họ Cá khế là các loài như cá nục, cá thu, cá cam, cá khế và cá sòng. Đa số loài trong họ Cá khế là loài ăn thịt với tốc độ di chuyển nhanh. Chúng săn mồi ở vùng nước phía trên các rạn san hô và ngoài biển khơi; một số loài đào đất ở đáy biển để tìm động vật không xương sống.
Cá cam (Seriola dumerili) là loài lớn nhất trong họ Cá khế và có thể dài tới 2 m. Đa phần các thành viên của họ này đạt chiều dài tối đa là 25–100 cm.
Họ Cá khế bao gồm nhiều loài cá có giá trị về mặt thương mại và giải trí, ví dụ cá sòng Thái Bình Dương, Trachurus symmetricus và các loài thuộc chi Trachurus.
Nhiều chi để lại khá nhiều mẫu vật hoá thạch, cụ thể là Caranx và Seriola (kỷ Paleogen sớm; tầng Thanet muộn), thông qua các mẫu vật còn nguyên vẹn/không nguyên vẹn hoặc các mảnh xương. Một số chi đã tuyệt chủng là Archaeus, Pseudovomer và Eastmanalepes.

## Các loài
Người ta đã nhận diện được khoảng 148 loài còn tồn tại thuộc 31 chi:
- Chi Alectis
  - Alectis alexandrinus Geoffroy Saint-Hilaire, 1817
  - Alectis ciliaris Bloch, 1787Alectis ciliaris
  - Alectis indicus Ruppell, 1830
- Chi Alepes
  - Alepes apercna Grant, 1987
  - Alepes djedaba Forsskål, 1775
  - Alepes kleinii Bloch, 1793.

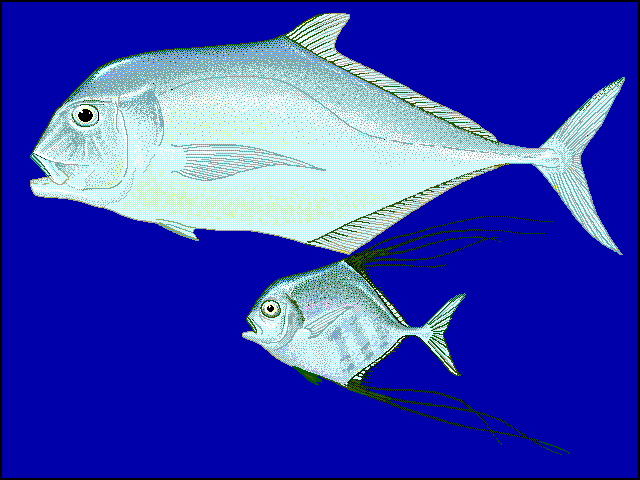
Alectis ciliaris

  - Alepes melanoptera Swainson, 1839
  - Alepes vari Cuvier, 1833
- Chi Atropus
  - Atropus atropos Bloch & Schneider, 1801
- Chi Atule (cá ngân)
  - Atule mate Cuvier, 1833
- Chi Campogramma
  - Campogramma glaycos Lacépède, 1801
- Chi Carangoides
  - Carangoides armatus Rüppell, 1830
  - Carangoides bajad Forsskål, 1775
  - Carangoides chrysophrys Cuvier, 1833
  - Carangoides ciliarius Rüppell, 1830
  - Carangoides coeruleopinnatus Rüppell, 1830
  - Carangoides dinema Bleeker, 1851
  - Carangoides equula Temminck & Schlegel, 1844
  - Carangoides ferdau Forsskål, 1775
  - Carangoides fulvoguttatus Forsskål, 1775
  - Carangoides gymnostethus Cuvier, 1833)
  - Carangoides hedlandensis Whitley, 1934
  - Carangoides humerosus McCulloch, 1915
  - Carangoides malabaricus Bloch & Schneider, 1801
  - Carangoides oblongus Cuvier, 1833
  - Carangoides otrynter Jordan & Gilbert, 1883
  - Carangoides plagiotaenia Bleeker, 1857
  - Carangoides praeustus Anonymous [Bennett], 1830
  - Carangoides talamparoides Bleeker, 1852
- Chi Caranx
  - Caranx bartholomaei Cuvier, 1833
  - Caranx bucculentus Alleyne & Macleay, 1877
  - Caranx caballus Günther, 1868Caranx ignobilis, loài lớn nhất trong chi
  - Caranx caninus Günther, 1867
  - Caranx crysos Mitchill, 1815

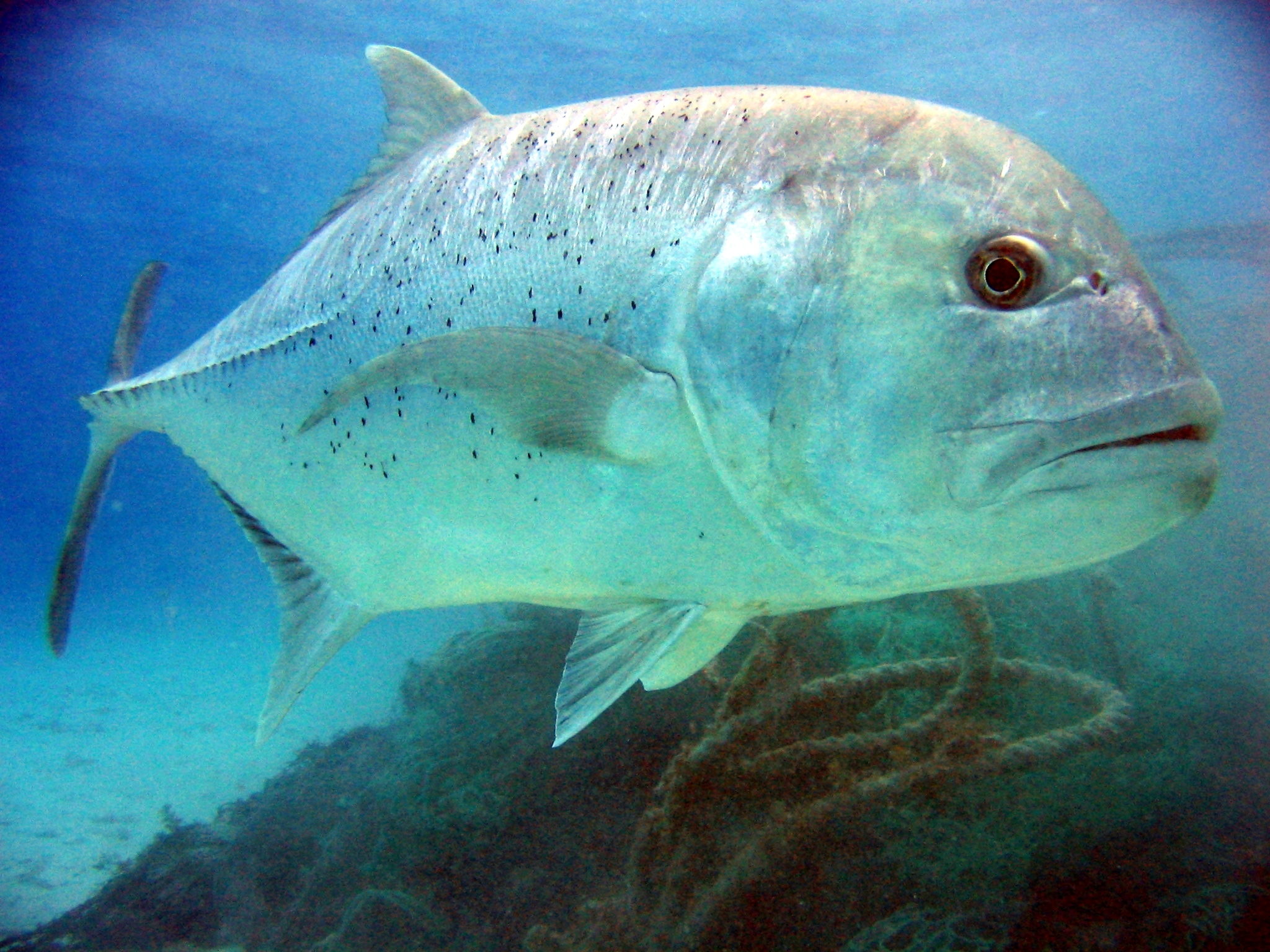
Caranx ignobilis, loài lớn nhất trong chi

  - Caranx fischeri Smith-Vaniz & Carpenter, 2007
  - Caranx heberi Bennett, 1830
  - Caranx hippos Linnaeus, 1766
  - Caranx ignobilis Forsskål, 1775
  - Caranx latus Agassiz, 1831
  - Caranx lugubris Poey, 1860
  - Caranx melampygus Cuvier, 1833
  - Caranx papuensis Alleyne & Macleay, 1877
  - Caranx rhonchus Geoffroy Saint-Hilaire, 1817
  - Caranx ruber (Bloch, 1793)
  - Caranx senegallus Cuvier, 1833
  - Caranx sexfasciatus Quoy & Gaimard, 1825
  - Caranx tille Cuvier, 1833
  - Caranx vinctus Jordan & Gilbert, 1882
- Chi Chloroscombrus
  - Chloroscombrus chrysurus Linnaeus, 1766
  - Chloroscombrus orqueta Jordan & Gilbert, 1883
- Chi Decapterus (cá nục)
  - Decapterus akaadsi Abe, 1958
  - Decapterus koheru Hector, 1875
  - Decapterus kurroides Bleeker, 1855
  - Decapterus macarellus Cuvier, 1833)
  - Decapterus macrosoma Bleeker, 1851 - Cá nục chuối
  - Decapterus maruadsi Temminck & Schlegel, 1843
  - Decapterus muroadsi Temminck & Schlegel, 1844
  - Decapterus punctatus Cuvier, 1829
  - Decapterus russelli Rüppell, 1830 - Cá nục gai.Decapterus russelli

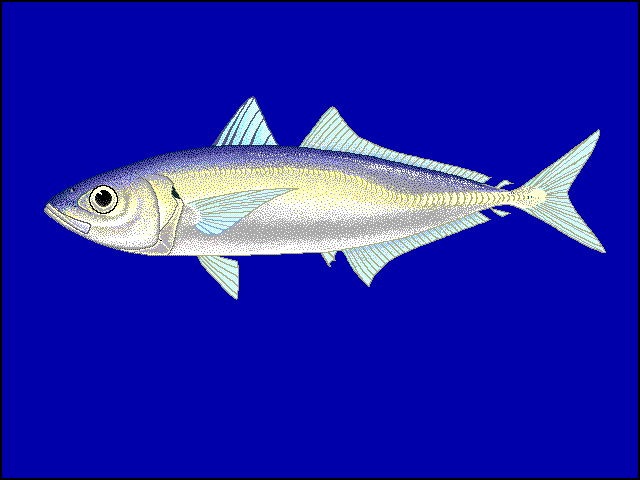
Decapterus russelli

  - Decapterus smithvanizi Kimura, Katahira & Kuriiwa, 2013
  - Decapterus tabl Berry, 1968
- Chi Elagatis
  - Elagatis bipinnulata Quoy & Gaimard, 1825: Cá cam thoi
- Chi Ferdauia
  - Ferdauia orthogrammus (Jordan & Gilbert, 1882)
- Chi Gnathanodon
  - Gnathanodon speciosus Forsskål, 1775: Cá khế vằn

- Chi Hemicaranx

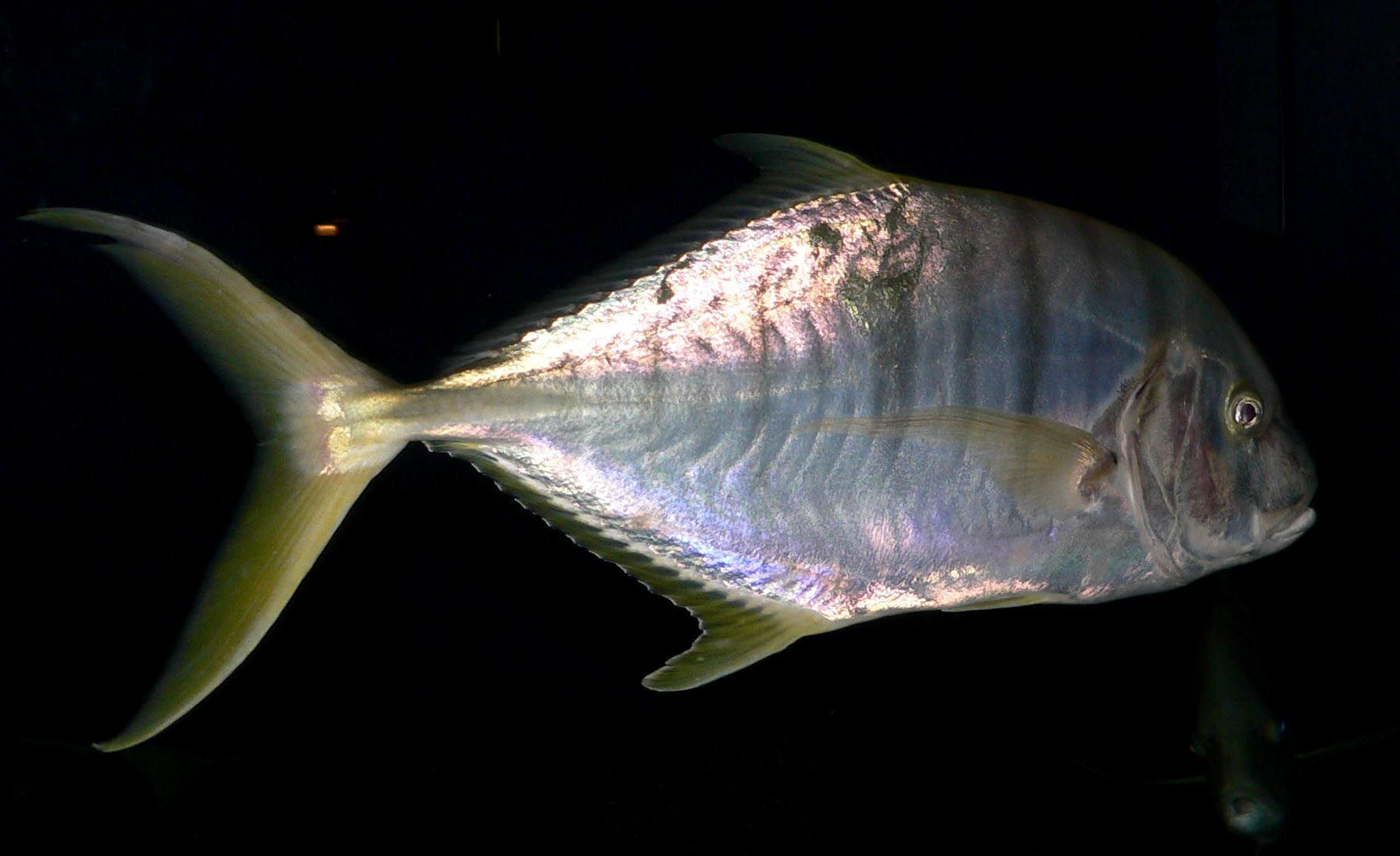
Gnathanodon speciosus

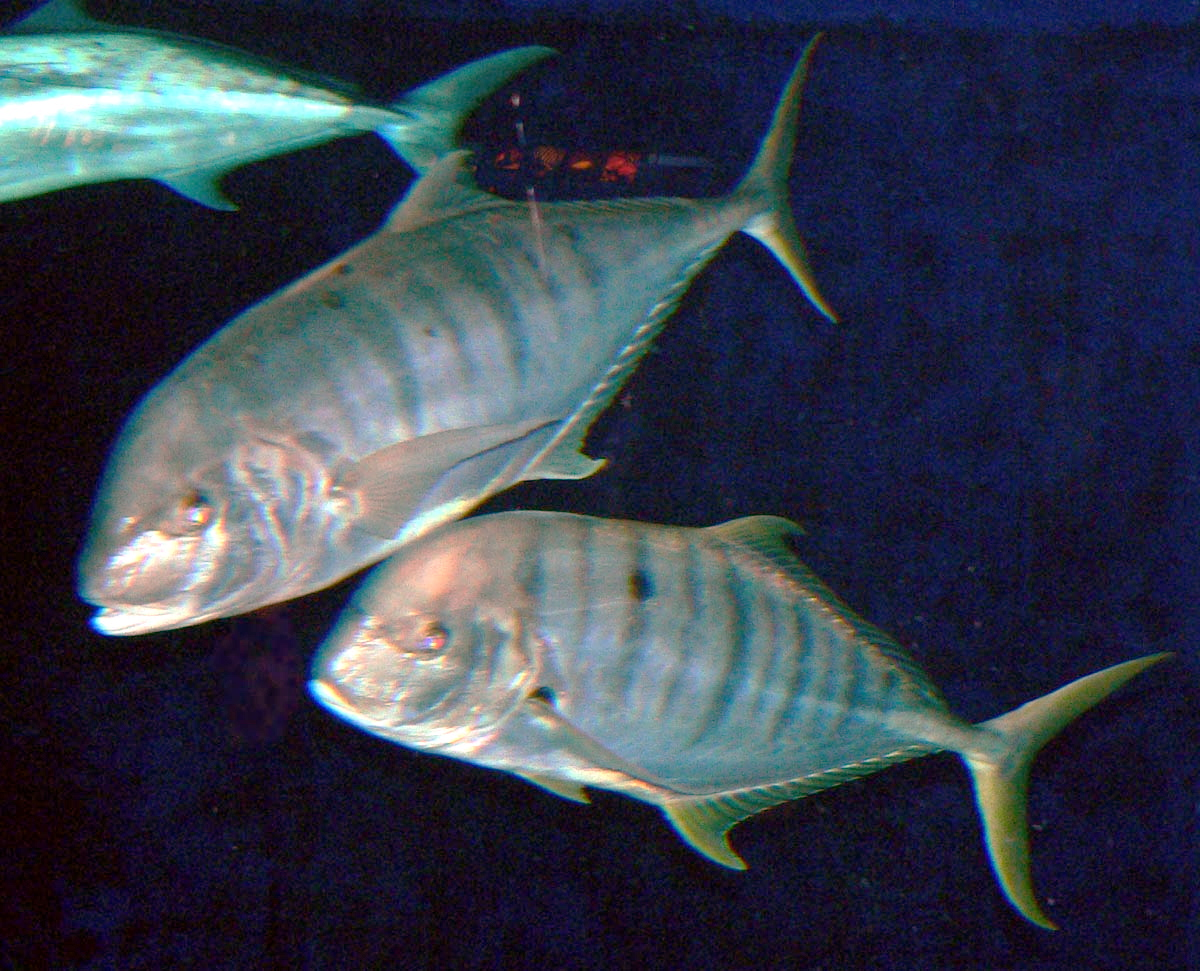
Gnathanodon speciosus

  - Hemicaranx amblyrhynchus Cuvier, 1833
  - Hemicaranx bicolor Günther, 1860
  - Hemicaranx leucurus Günther, 1864
  - Hemicaranx zelotes Gilbert, 1898
- Chi Lichia
  - Lichia amia Linnaeus, 1758
- Chi Megalaspis
  - Megalaspis cordyla Linnaeus, 1758)
- Chi Naucrates
  - Naucrates ductor Linnaeus, 1758)Naucrates ductor
- Chi Oligoplites
  - Oligoplites altus Günther, 1868

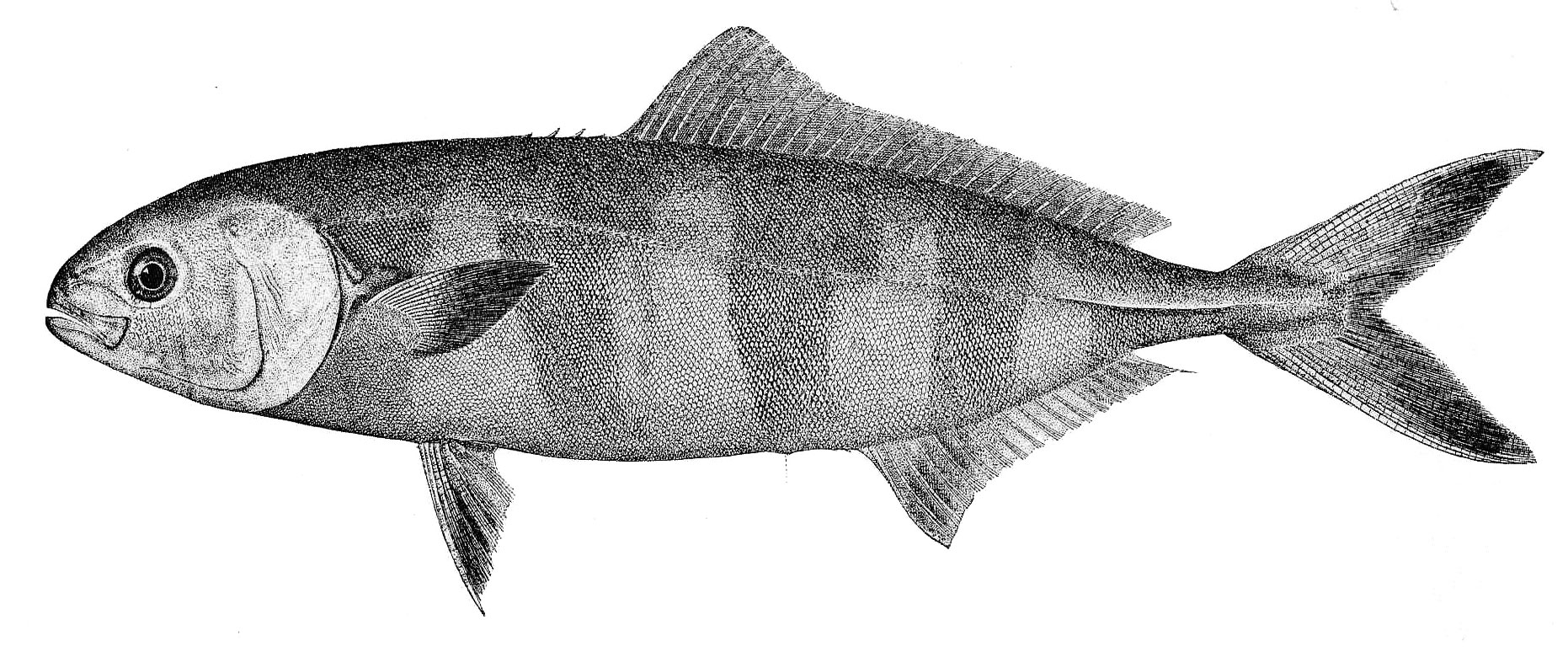
Naucrates ductor

  - Oligoplites palometa Cuvier, 1832)
  - Oligoplites refulgens Gilbert & Starks, 1904
  - Oligoplites saliens Bloch, 1793)
  - Oligoplites saurus Bloch & Schneider, 1801
- Chi Pantolabus
  - Pantolabus radiatus Macleay, 1881
- Chi Parastromateus
  - Parastromateus niger Bloch, 1795)
- Chi Parona
  - Parona signata Jenyns, 1841
- Chi Pseudocaranx
  - Pseudocaranx chilensis Guichenot, 1848
  - Pseudocaranx dentex Bloch & Schneider, 1801)
  - Pseudocaranx dinjerra Smith-Vaniz & Jelks, 2006[3]
  - Pseudocaranx wrighti Whitley, 1931
- Chi Scomberoides
  - Scomberoides commersonnianus Lacépède, 1801: Cá bè xước
  - Scomberoides lysan Forsskål, 1775)
  - Scomberoides tala Cuvier, 1832
  - Scomberoides tol Cuvier, 1832)
- Chi Selar
  - Selar boops Cuvier, 1833
  - Selar crumenophthalmus Bloch, 1793
- Chi Selaroides
  - Selaroides leptolepis Cuvier, 1833: Cá chỉ vàng

- Chi Selene

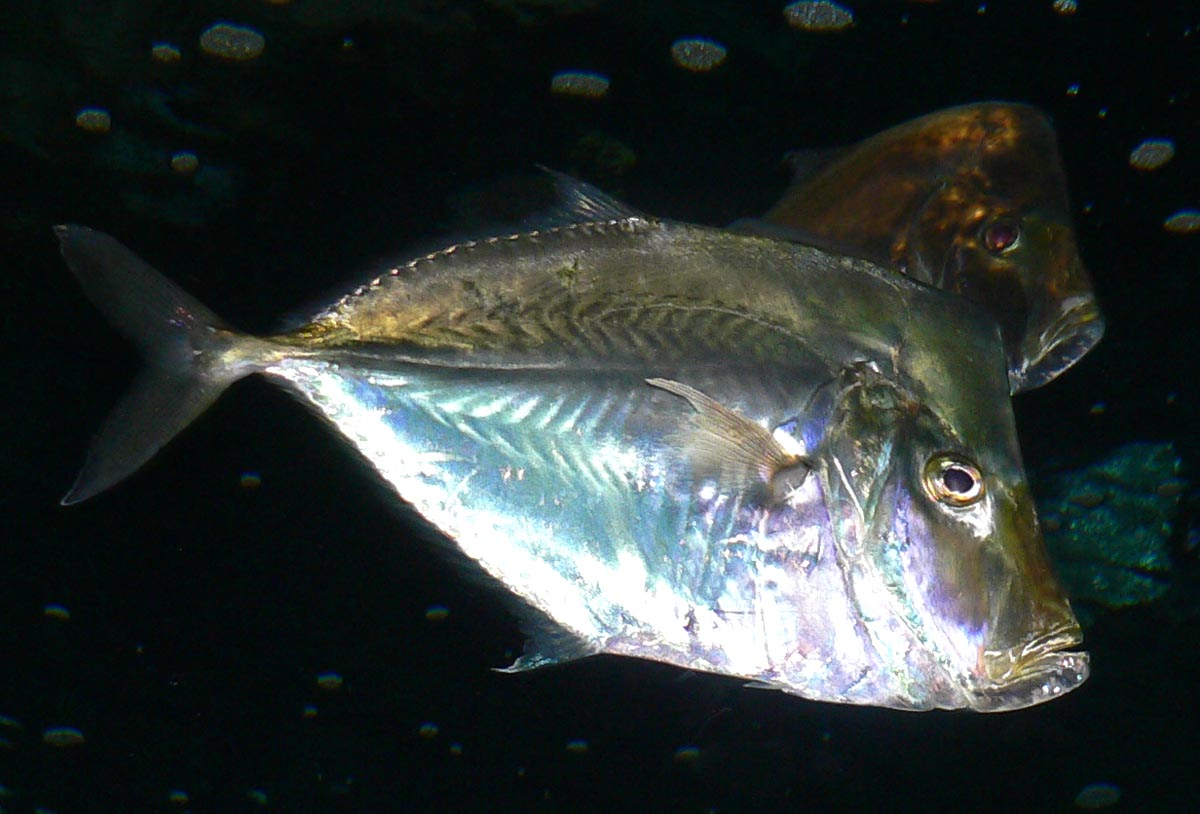
Selene vomer

  - Selene brevoortii (T. N. Gill, 1863)
  - Selene brownii Cuvier, 1816
  - Selene dorsalis Gill, 1863
  - Selene orstedii Lütken, 1880
  - Selene peruviana Guichenot, 1866)
  - Selene setapinnis Mitchill, 1815
  - Selene spixii Castelnau, 1855
  - Selene vomer Linnaeus, 1758

- Chi Seriola
  - Seriola carpenteri Mather, 1971

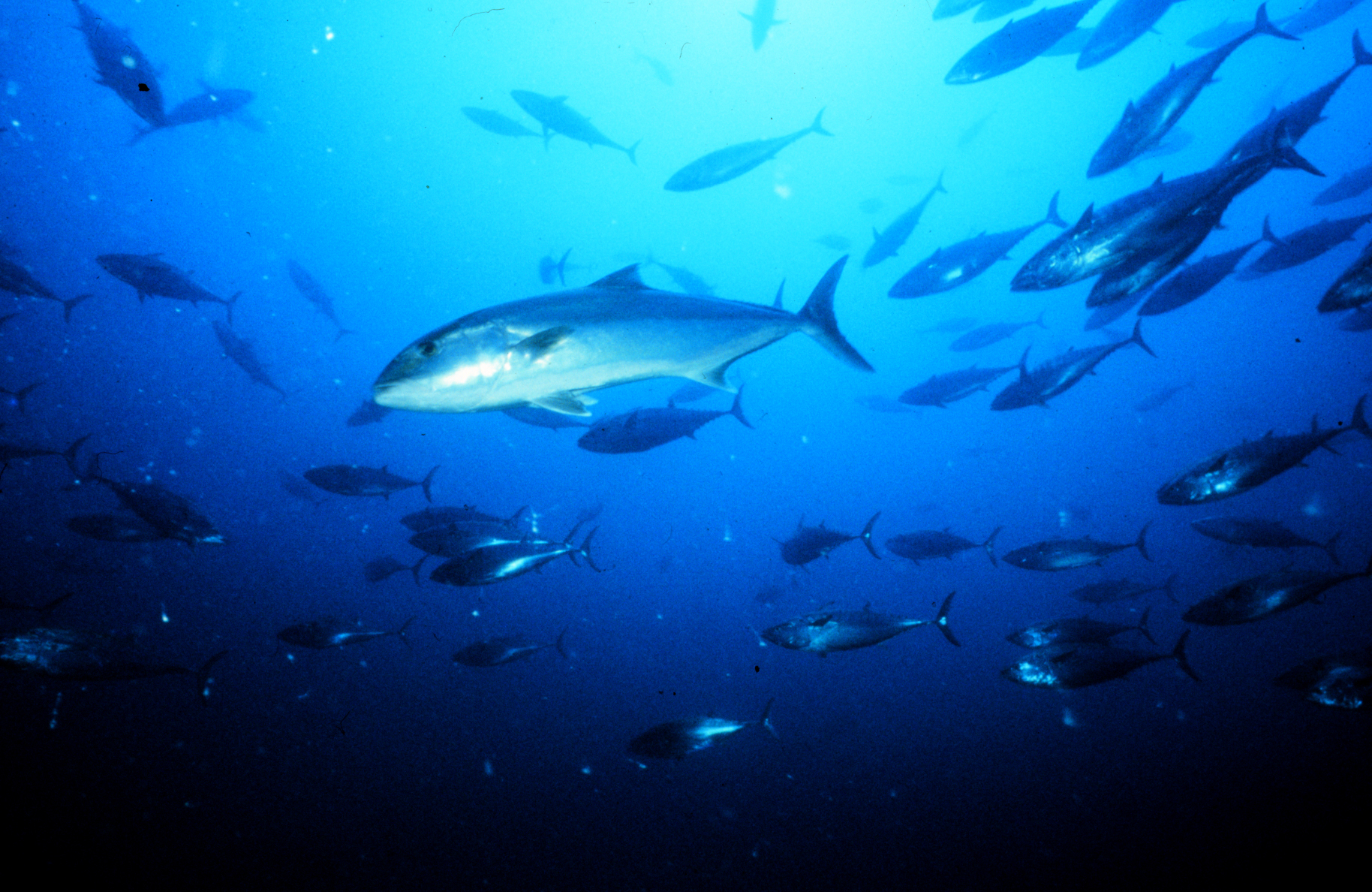
Cá cam (Seriola dumerili)

  - Seriola dumerili Risso, 1810: Cá cam
  - Seriola fasciata Rüppell, 1830
  - Seriola hippos Linnaeus, 1766)
  - Seriola lalandi Valenciennes, 1833
  - Seriola peruana Steindachner, 1881
  - Seriola quinqueradiata Temminck & Schlegel, 1845: Cá cam Nhật Bản
  - Seriola rivoliana Valenciennes, 1833: Cá cam sọc
  - Seriola zonata Mitchill, 1815
- Chi Seriolina
  - Seriolina nigrofasciata Rüppell, 1829
- Chi Trachinotus
  - Trachinotus africanus Delsman, 1941
  - Trachinotus anak Ogilby, 1909
  - Trachinotus baillonii Lacépède, 1801
  - Trachinotus blochii Lacépède, 1801
  - Trachinotus botla Shaw, 1803
  - Trachinotus carolinus Linnaeus, 1766
  - Trachinotus cayennensis Cuvier, 1832
  - Trachinotus coppingeri Günther, 1884
  - Trachinotus falcatus Linnaeus, 1758)
  - Trachinotus goodei Jordan & Evermann, 1896
  - Trachinotus goreensis Cuvier, 1833
  - Trachinotus kennedyi Steindachner, 1876
  - Trachinotus macrospilus Smith-Vaniz & Walsh, 2019
  - Trachinotus marginatus Gill, 1863
  - Trachinotus maxillosus Cuvier, 1832
  - Trachinotus mookalee Cuvier, 1832
  - Trachinotus ovatus Linnaeus, 1758)
  - Trachinotus paitensis Cuvier, 1832
  - Trachinotus rhodopus Gill, 1863)
  - Trachinotus stilbe Jordan & McGregor, 1899
  - Trachinotus teraia Cuvier, 1832
- Chi Trachurus
  - Trachurus capensis Castelnau, 1861.
  - Trachurus declivis Jenyns, 1841.
  - Trachurus delagoa Nekrasov, 1970.
  - Trachurus indicus Cuvier, 1833)
  - Trachurus japonicus Temminck & Schlegel, 1844): Cá sòng Nhật Bản

- - Trachurus lathami Nichols, 1920

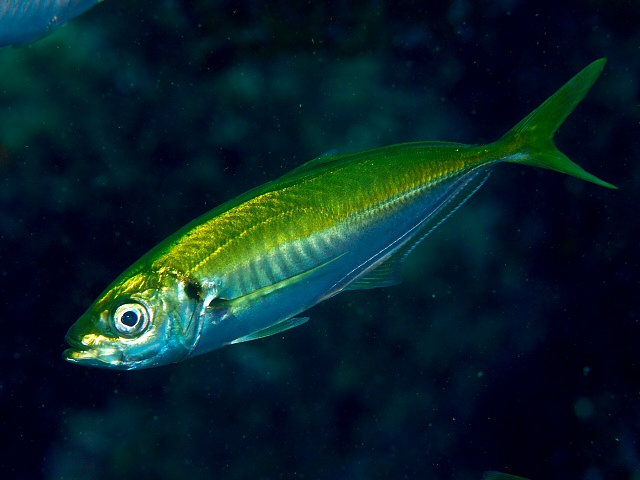
Trachurus japonicus

  - Trachurus longimanus Norman, 1935
  - Trachurus mediterraneus Steindachner, 1868
  - Trachurus murphyi Nichols, 1920
  - Trachurus novaezelandiae Richardson, 1843
  - Trachurus picturatus Bowdich, 1825
  - Trachurus symmetricus Ayres, 1855
  - Trachurus trachurus Linnaeus, 1758
  - Trachurus trecae Cadenat, 1950
- Chi Ulua
  - Ulua aurochs Ogilby, 1915
  - Ulua mentalis Cuvier, 1833): Cá khế lược mang dài
- Chi Uraspis
  - Uraspis helvola Forster, 1801
  - Uraspis secunda Poey, 1860
  - Uraspis uraspis Günther, 1860: Cá hiếu